# Prasat Kravan
Prasat Kravan (Khmer: ប្រាសាទក្រវាន់) is een kleine, hindoeïstische tempel in Angkor in Cambodja, die in 921 is ingehuldigd. Het is een gebouw in de stijl van Koh Ker (921-944). 

## Beschrijving
De tempel bestaat uit vijf roodachtige, bakstenen torens op een gemeenschappelijk terras. Het bouwwerk werd niet gebouwd in opdracht van een koning, maar van Mahidharavarman, een hoge ambtenaar aan het hof van Harshavarman I (910-925). Dit verklaart de ligging, een beetje verwijderd van het centrum van de hoofdstad, ten zuiden van het waterreservoir (baray) Srah Srang. De oorspronkelijke naam in het Sanskriet is onbekend. De moderne naam in het Khmer verwijst naar de kardemom die hier waarschijnlijk ooit groeide. Een inscriptie op een deurpost geeft aan dat de tempel gewijd was aan Vishnu.
Het terrein werd in de jaren dertig van de vorige eeuw door Henri Marchal en Georges Trouvé ontdaan van vegetatie. Van 1962 tot 1966 werden de torens op initiatief van Bernard Philippe Groslier gerestaureerd.
De tempel is georiënteerd op het oosten en omgeven door een kleine gracht. Elke toren had een trap bewaakt door leeuwen die naar de ingang leidde. De centrale en de zuidelijke toren hebben het bovenste deel van hun constructie (deels) behouden. Het interieur van het heiligdom is opmerkelijk vanwege de grote bas-reliëfs van Vishnu en Lakshmi die zijn uitgehouwen in de bakstenen muren. Dit type gebeeldhouwde kunstwerken is vrij gebruikelijk in tempels in het Koninkrijk Champa, maar zeldzaam in Khmer-monumenten.

### Bas-reliëfs
De bas-reliëfs op de binnenmuren van de centrale toren zijn drie voorstellingen van Vishnu. 
- De vierarmige Vishnu zit op zijn vahana (rijdier) Garoeda en houdt zijn standaardaccessoires vast: de wereldbol, de schelp, de discus en de stok.
- De vierarmige Vishnu, die opnieuw zijn vier attributen vasthoudt, neemt een grote stap. Deze voorstelling illustreert het verhaal van de dwerg Vamana, de vijfde avatar van Vishnu, die drie grote stappen nam om de wereld terug te winnen van de asura Bali.
- De achtarmige Vishnu staat stijf in de houding van een standbeeld. Hij wordt omringd door honderden kleine volgelingen en bekroond door een krokodil of een hagedis. De betekenis van deze scene is onbekend.

De binnenmuren van de noordelijkste toren zijn voorzien van twee bas-reliëfs van Lakshmi, de echtgenote van Vishnu, geflankeerd door haar volgelingen. Op een van de afbeeldingen houdt de godin de drietand van Shiva en de discus van Vishnu vast. Op een andere muur staat een meer traditionele afbeelding van Lakshmi met lotussen in haar handen.

## Afbeeldingen

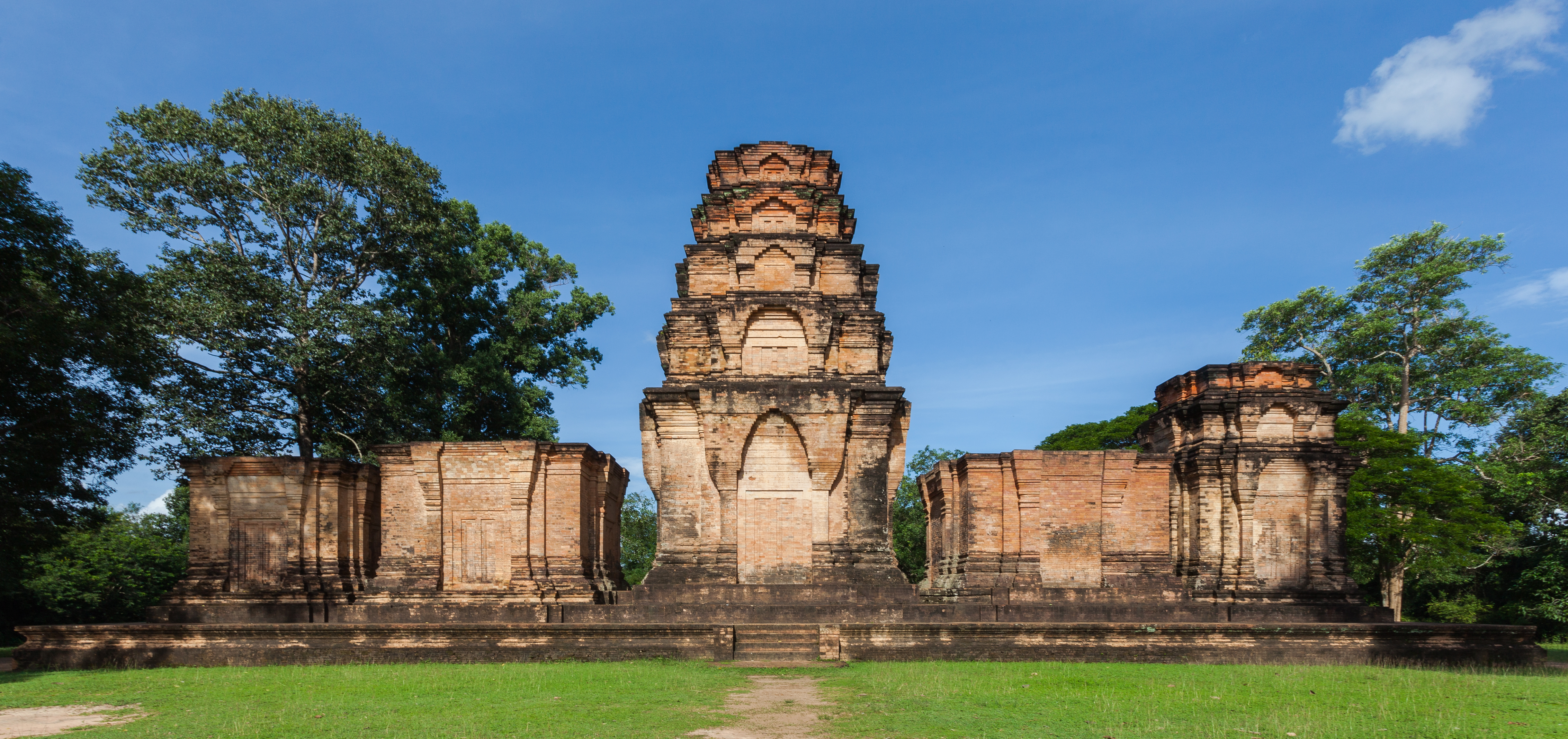
Zicht op de westzijde van de tempel
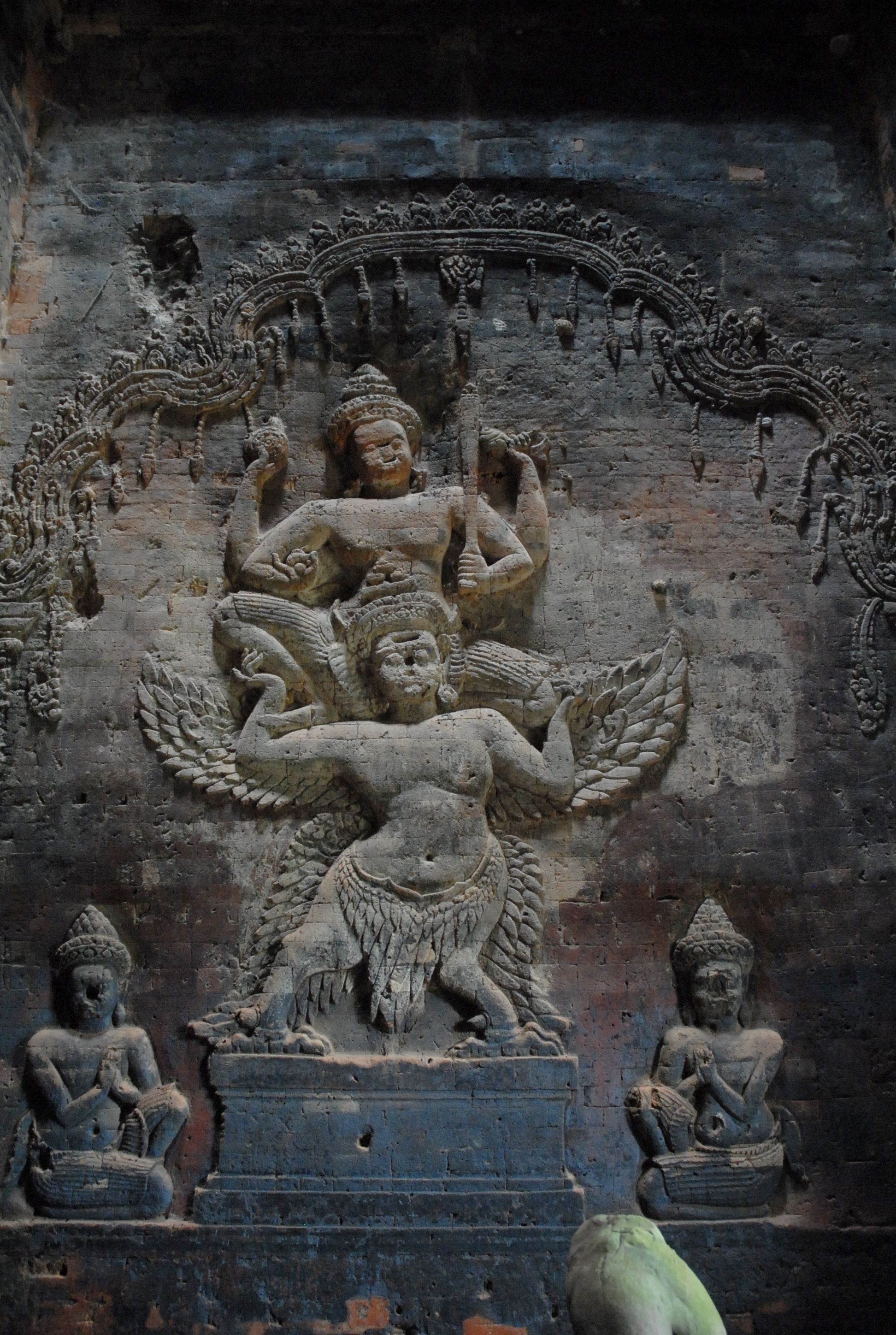
Reliëf met Vishnu op Garoeda
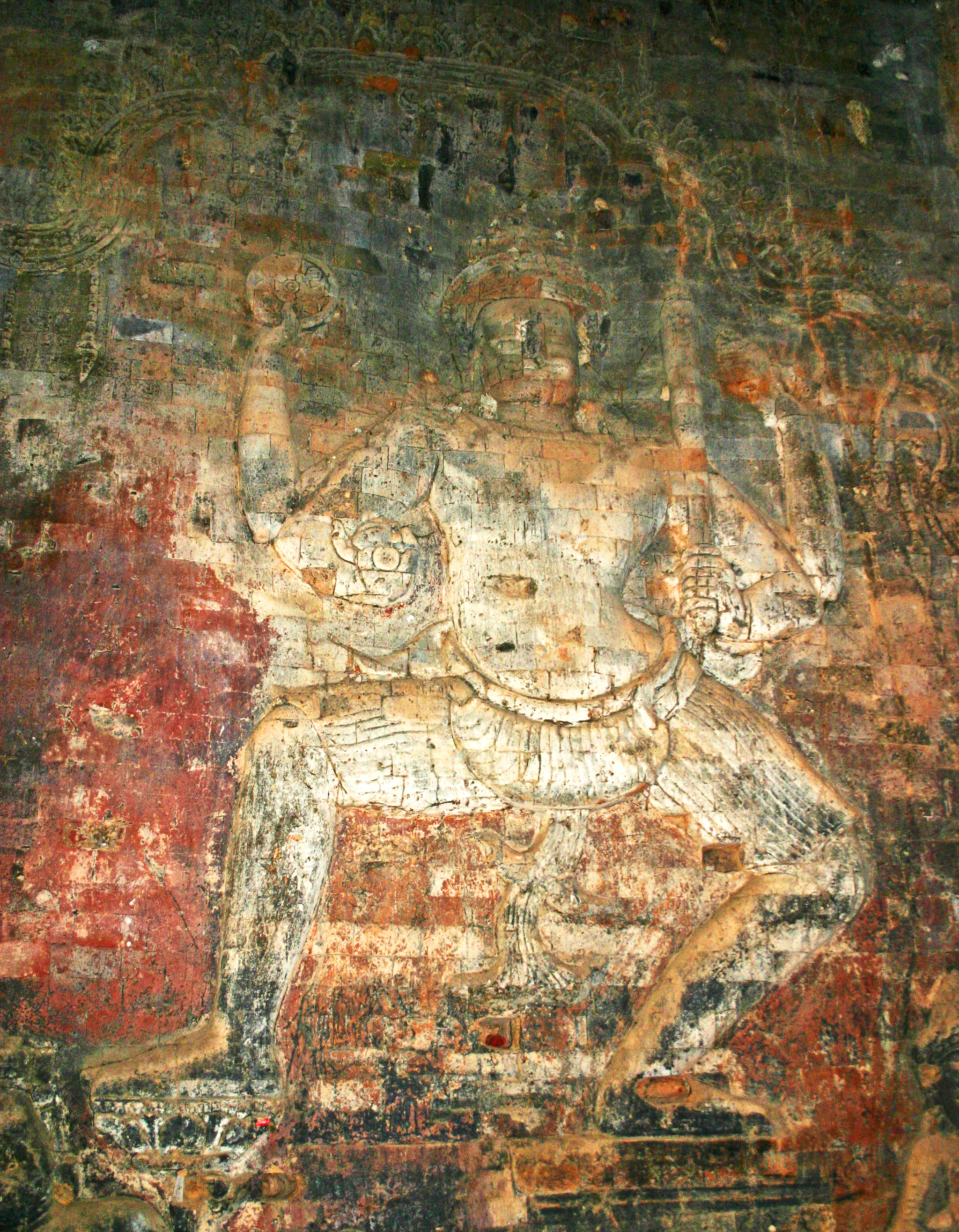
Reliëf met Vishnu als Vamana
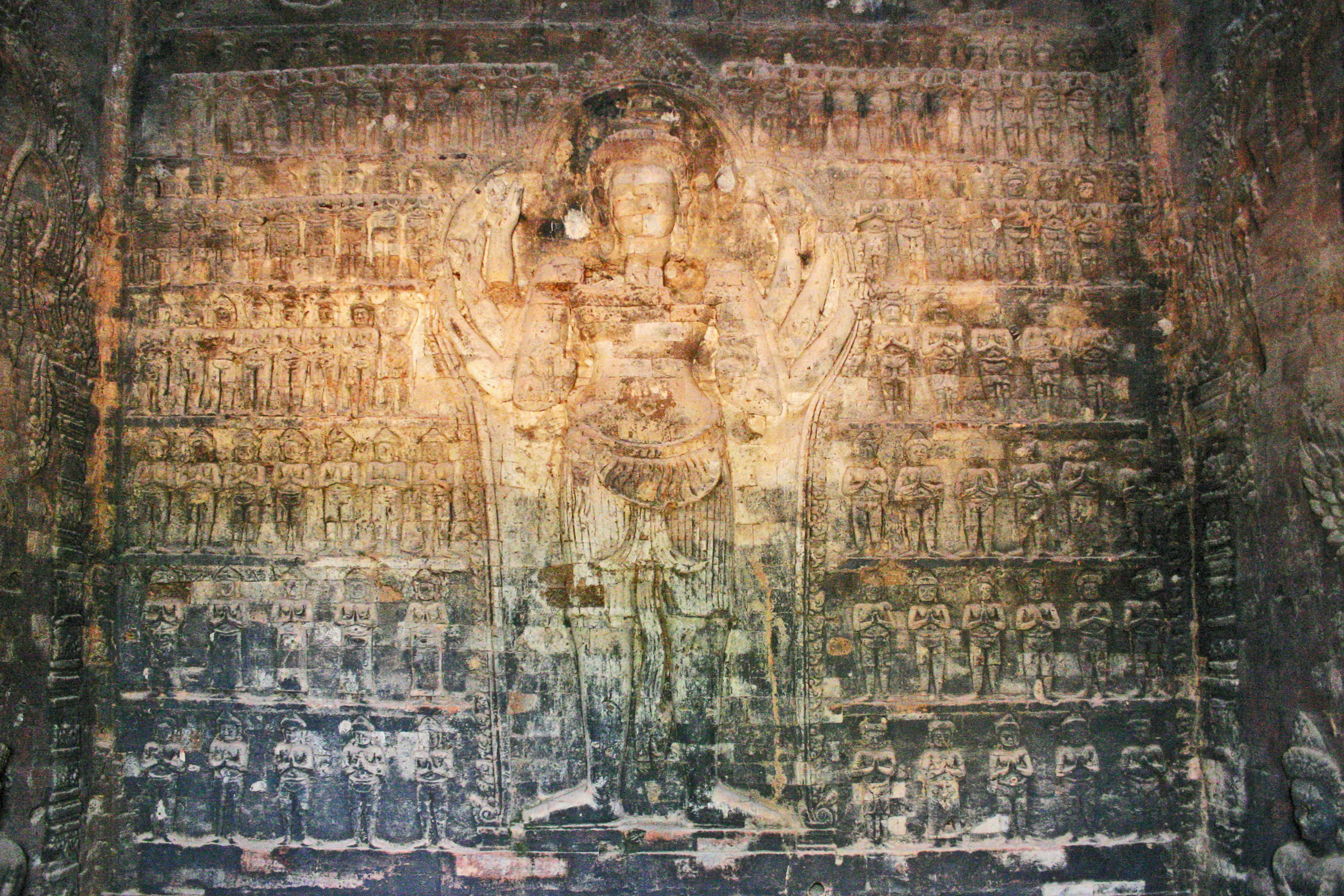
Reliëf met de achtarmige Vishnu
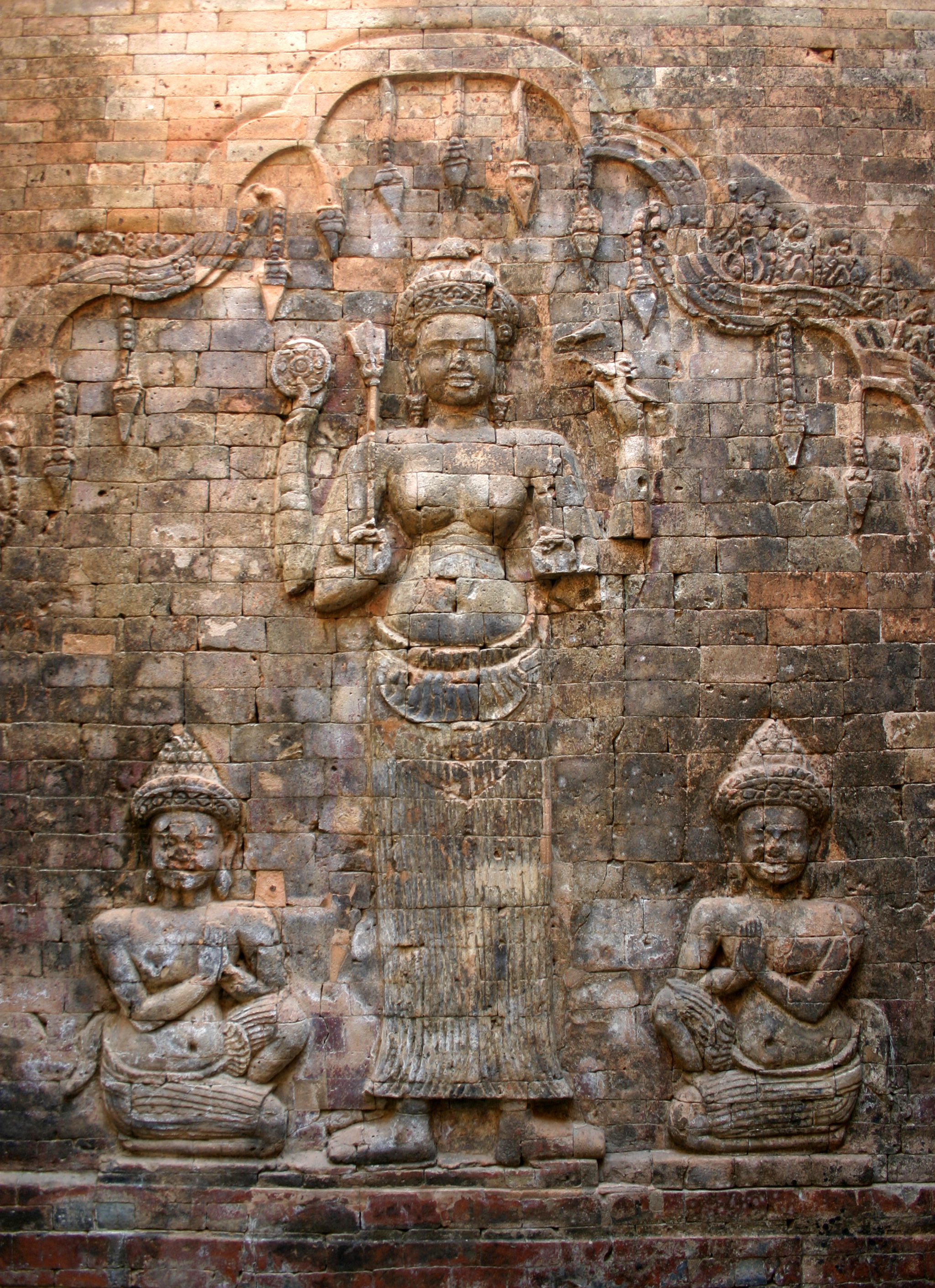
Reliëf met Lakshmi met drietand en discus
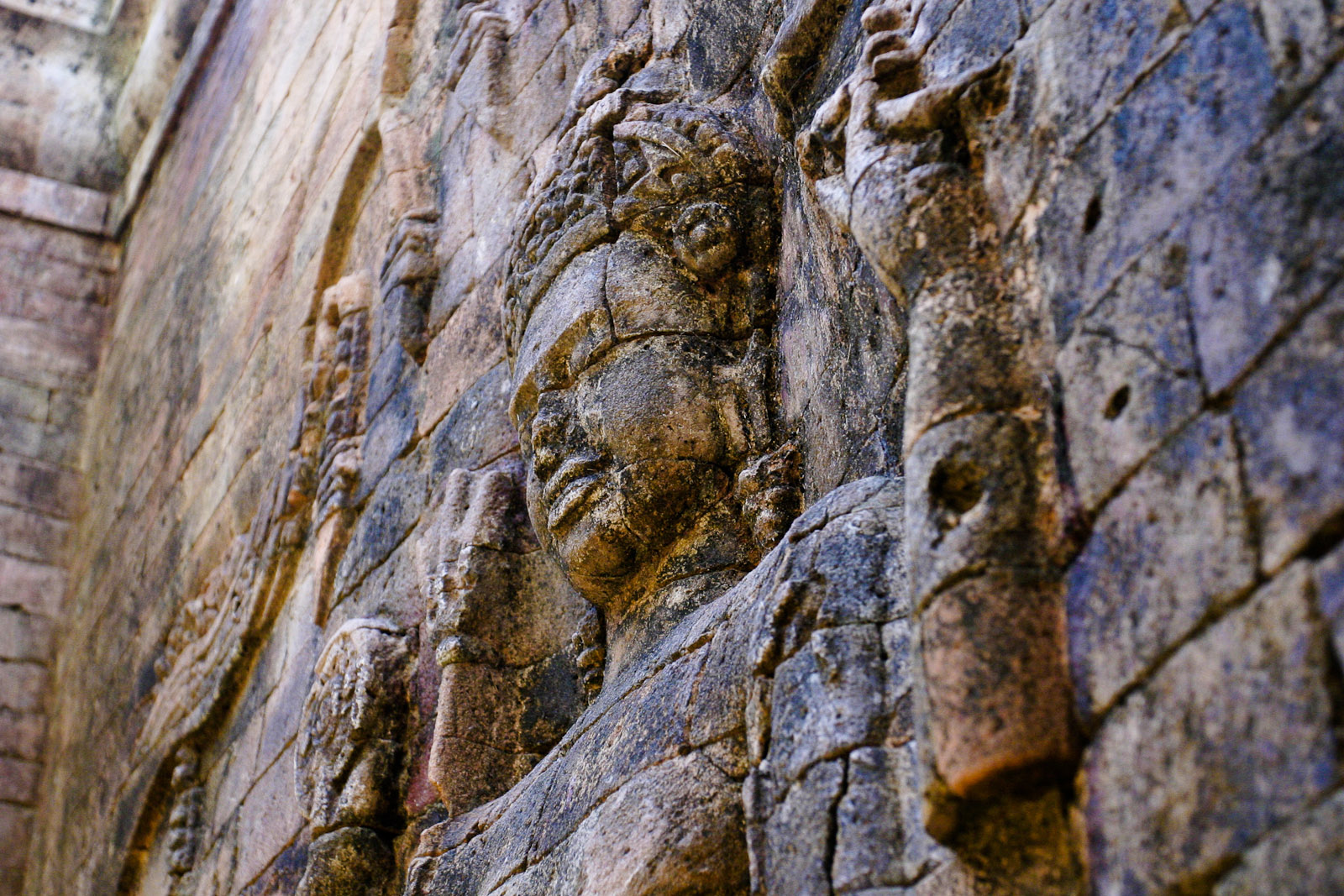
Detail
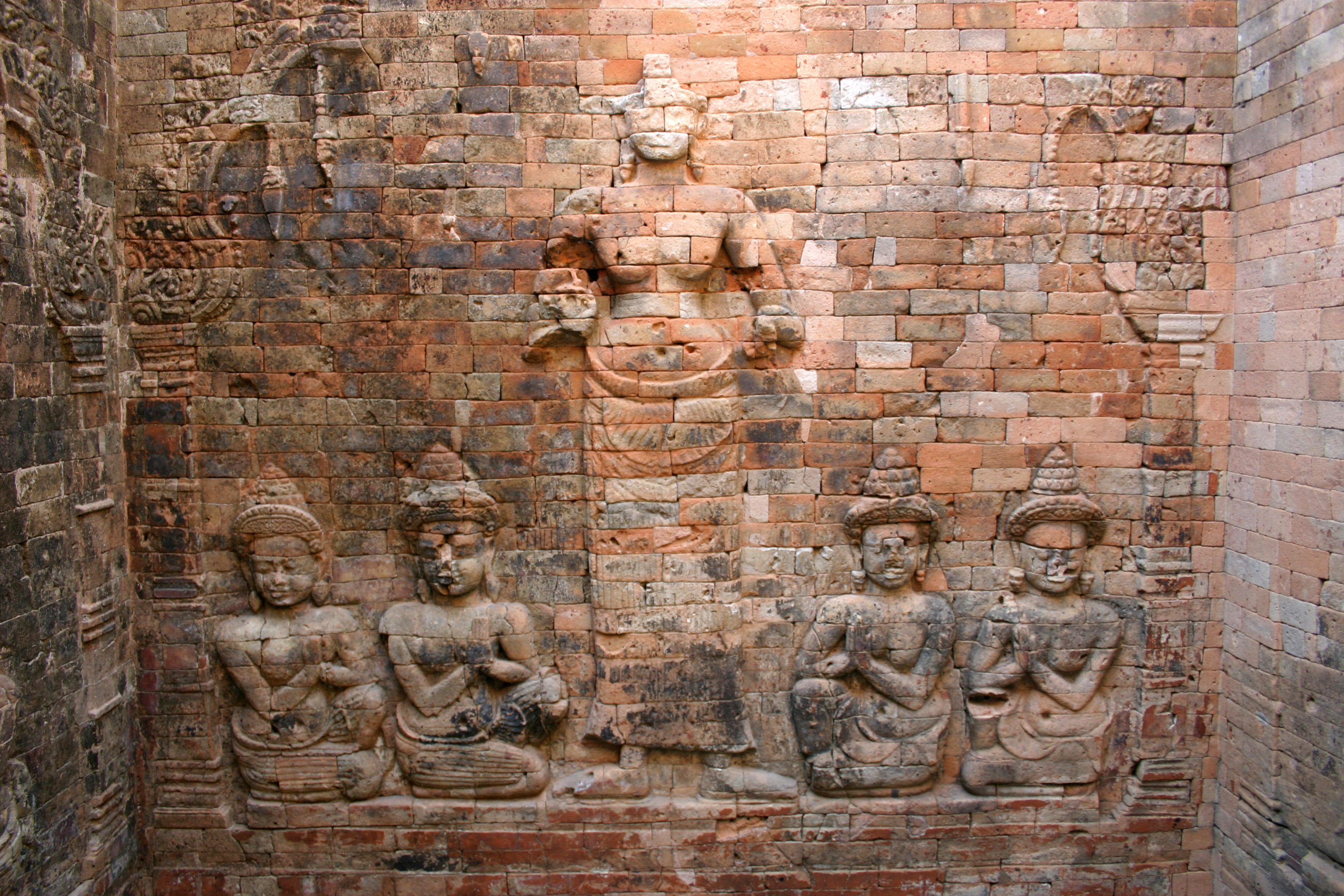
Reliëf met Lakshmi met lotussen
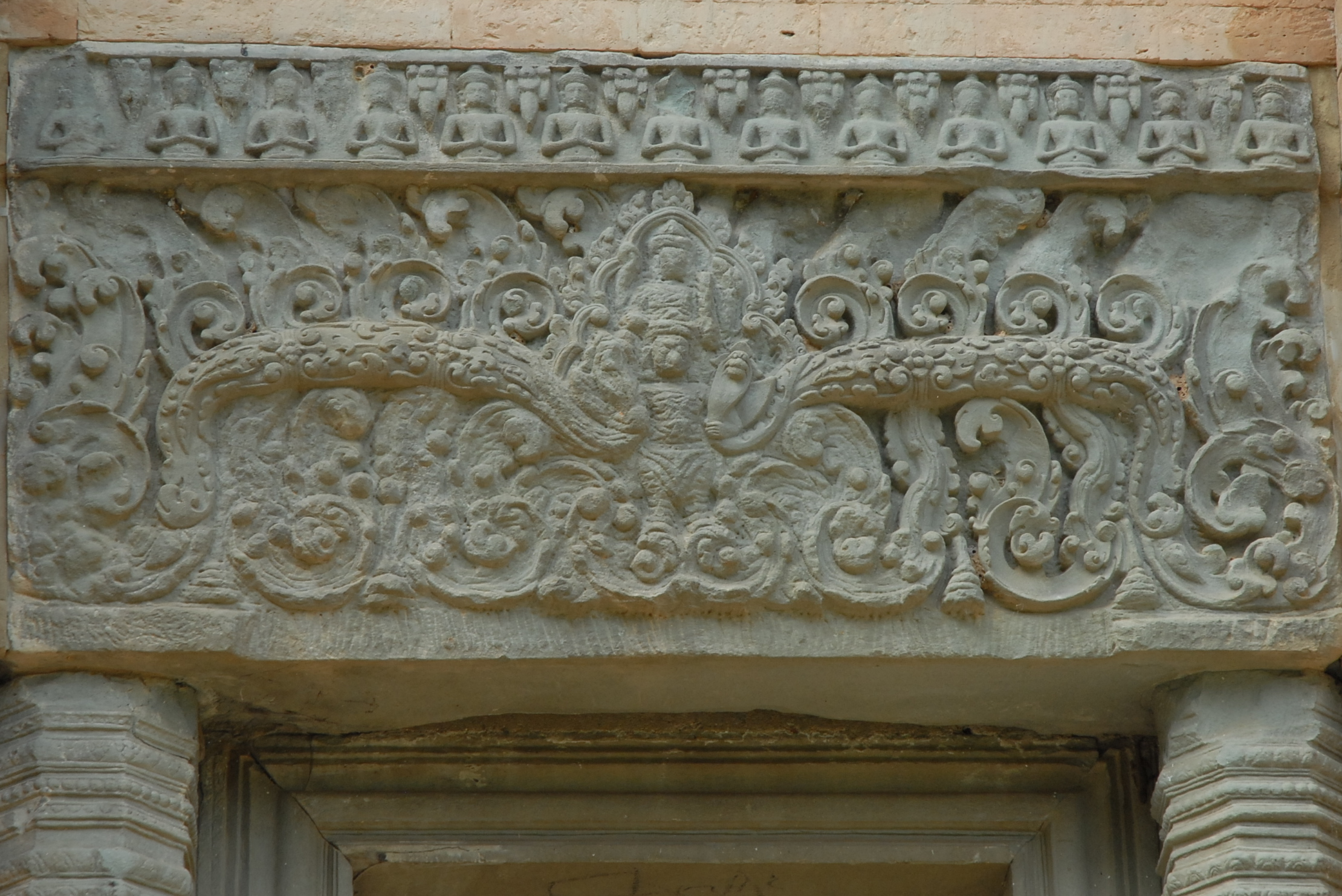
Latei met een reliëf met Vishnu op Garoeda